# Jorge Aravena
Jorge Agustín Aravena Masías (ur. 1 października 1969 w Limie) – peruwiańsko-wenezuelski aktor. W Polsce znany głównie z telenowel: Zakazane uczucie jako David Romo i Bezwstydnice w roli Estebana.

## Wybrana filmografia
- 1992: Dulce enemiga jako Cabrerito
- 1993: Sirena jako Orbick
- 1995: Dulce enemiga jako Manolo
- 1995: Pecado de amor jako Fernando
- 1997: Todo por tu amor jako Cristóbal Pérez
- 1998: Samantha jako Rodolfo Villalobos
- 1999: Słoneczniki dla Lucii (Girasoles para Lucía) jako Roberto Landaeta Santamaría
- 1999: Tajemnicza kobieta (Mujer secreta) jako Sebastián Palacios
- 2000: La revancha jako Reynaldo Arciniegas
- 2001: Secreto de amor jako Carlos Raúl Fonseca
- 2003: Engañada jako Gabriel Reyes Bustamante
- 2005: Al filo de la ley jako Andrés
- 2005: El amor las vuelve locas jako Arnaldo
- 2006: Mi vida eres tú jako Gabriel Alcázar
- 2006-2007: Las dos caras de Ana jako Santiago Figueroa
- 2007: Bezwstydnice (Sin Vergüenza) jako Esteban del Río
- 2008: Pobre Millonaria jako Luis Arturo Ramírez
- 2008: Querida enemiga jako Ernesto Mendiola
- 2010: Zacatillo, un lugar en tu corazón jako Gabriel Zárate
- 2011: Zakazane uczucie (La que no podía amar) jako David Romo
- 2011-2012: Una familia con suerte jako Sebastián Bravo
- 2012-2013: Porque el amor manda jako Elías Franco
- 2014-2015: Mi corazón es tuyo jakoo Ángel Altamirano
- 2016: Droga do szczęścia (Un Camino hacia el Destino) jako Pedro Pérez Ramos
- 2017: Santiago Apóstol jako Jozjasz